# Szirt Oszkár
Szirt Oszkár, született Schwarz (Budapest, 1889. december 22. – Galícia, 1915. július 20.) magyar festőművész.

## Élete
Schwarz Simon kereskedő és Witt Hanni fia. A Képzőművészeti Főiskolán tanult, ahol Balló Endre, Ferenczy Károly és Fényes Adolf növendéke volt. 1912-ben rajztanári oklevelet szerzett. A Szolnoki művésztelepen is dolgozott, itt Belvárosi templom képével Alpár-díjat nyert. 1913-ban a Műegyetem segédtanárnak hívta meg, majd adjunktus lett. A Műcsarnokban először az 1913. évi tavaszi kiállításon vett részt (Begoniák). 1915-ben Galíciában hősi halált halt. Kiérdemelte a III. osztályú katonai érdemkeresztet és a Bronz Katonai Érdemérmet hadiszalagon a kardokkal. 1923-ban az Ernst Múzeumban állították ki hagyatékát, majd 1962-ben Szolnokon, 1964-ben Tiszafüreden rendeztek kiállítást műveiből.